# Адріан Елрік
Адріан Корун Елрік (англ. Adrian Coroon Elrick; нар. 29 вересня 1949, Абердин, Шотландія) — новозеландський футболіст шотландського походження, захисник.

## Клубна кар'єра
Народився 29 вересня 1949 року в Абердині, але в ранньому віці разом з родиною переїхав до Нової Зеландії. Футбольну кар'єру розпочав 1968 році в клубі «Норз Шор Юнайтед», у футболці якого й завершив кар'єру гравця. Разом з командою ставав фіналістом кубку Нової Зеландії 1973 року та віце-чемпіоном країни 1975 року. Окрім цього ставав переможцем (1977) та дворазовим срібним призером (1982, 1983) чемпіонату Нової Зеландії, а також володарем кубку країни 1979. Закінчив кар'єру футболіста по завершенні сезону 1985 року.

## Кар'єра в збірній
У футболці національної збірної Нової Зеландії дебютував 26 липня 1975 року в переможному (2:0) поєдинку проти Китаю.
Отримав виклик для участі на чемпіонаті світу 1982 року, зіграв на позиції ліберо в трьох поєдинках групового етапу турніру (проти Шотландії, СРСР та Бразилії). По завершення матчу проти Бразилії обмінявся футболками з Зіку. Востаннє футболку національної команди одягав 24 квітня 1984 року в програному (0:1) поєдинку проти Бахрейну. Загалом у футболці збірної Нової Зеландії зіграв 93 матч, в тому числі й 53 офіційні поєдинки.

## Досягнення
«Норз Шор Юнайтед»
- Чемпіонат Нової Зеландії
  -  Чемпіон (1): 1977
  -  Срібний призер (3): 1975, 1982, 1983

- Кубок Нової Зеландії
  -  Володар (1): 1979
  -  Фіналіст (1): 1973

- Ейр Нью-Зіланд
  -  Володар (1): 1979